# Renault Type G

Renault Type G Phaeton (1902)

Renault Type G Doppelphaeton (1902)

Der Renault Type G war ein früher Personenkraftwagen von Renault. Eine andere Bezeichnung lautet Renault Type G – 6 CV.

## Beschreibung
Ein erster Bericht zu diesem Modell findet sich in der La France Automobile vom 30. November 1901. Die Präsentation erfolgte auf dem 4. Automobilsalon von Paris, der vom 10. bis zum 25. Dezember 1901 in Paris stattfand. Die nationale Zulassungsbehörde erteilte am 23. Januar 1902 ihre Zulassung. Das Modell war Nachfolger des Renault Type D. Konstrukteur war Louis Renault. Anfang 1903 endete die Produktion. Nachfolger wurde der Renault Type L, der im Dezember 1902 präsentiert wurde.
Ein Einzylindermotor von De Dion-Bouton mit 100 mm Bohrung und 110 mm Hub leistete aus 864 cm³ Hubraum 6 PS. Eine Quelle gibt davon abweichend 100 mm Bohrung, 110 bis 120 mm Hub, 864 bis 939 cm³ Hubraum und 6 PS an. Spätere Ausführungen der Serie B leisteten 8 PS. Der seitlich montierte Wasserkühler hatte zwölf Kühlelemente, also mehr als beim Vorgängermodell. Die Motorleistung wurde über eine Kardanwelle an die Hinterachse geleitet. Die Höchstgeschwindigkeit war mit 31 km/h bis 53 km/h angegeben.
Bei einem Radstand von 190 cm war das Fahrzeug 300 cm lang, 145 cm breit und 150 cm hoch. Das Leergewicht betrug 750 kg. Zur Wahl standen zweisitziger Phaeton, Doppelphaeton und Tonneau, letztgenannter u. a. vom Karosseriehersteller Kellner Frères.
Das Auktionshaus Bonhams versteigerte am 5. Dezember 2005 einen Tonneau für 53.155 Euro, am 4. November 2011 einen Zweisitzer für 112.734 Euro und am 1. November 2013 einen weiteren Tonneau für 111.928 Euro.